# Vladislav Baitcaev
Vladislav Baitcaev (in russo Владислав Борисович Байцаев?, Vladislav Borisovič Bajcaev; Digora, 17 agosto 1990) è un lottatore russo naturalizzato ungherese specializzato nella lotta libera.

## Palmarès
- Europei

Dortmund 2011: argento nei 96 kg
Tbilisi 2013: oro nei 96 kg
Kaspisk 2018: oro nei 97 kg
Budapest 2022: argento nei 97 kg